# Reiko Ōmori
Pour les articles homonymes, voir Ōmori.
Reiko Ōmori (大森 玲子, Ōmori Reiko) est une seiyū et une idole de J-pop née le 21 mars 1984 à Hakodate au Japon. Elle a interprété le personnage principal Miho Shinohara dans Fancy Lala  et a également chanté les thèmes d'ouverture et de fin.